# إدواردو لاغو
ادواردو لاغو (بالاسبانية: Eduardo Lago) كاتب اسباني ولد في 15 يوليو 1954، فاز بالعديد من الجوائز أبرزها جائزة نادال عام 2006.

## أعماله
رواياته
- Llámame Brooklyn, Destino, Barcelona, 2006
- Siempre supe que volvería a verte, Aurora Lee, Malpaso, Barcelona, 2013